# La Fleuriste (Murillo)
La Fleuriste, ou Fille avec des fleurs, est une peinture à l'huile réalisée par le peintre espagnol Bartolomé Esteban Murillo entre 1665 et 1670. Ses dimensions sont de 120 × 98 cm.

## Description
La technique utilisée par Murillo dans ce tableau est légère, impressionniste, et sa coloration une des plus belles de toute l'œuvre de l'artiste. La peinture montre une fille assise, offrant souriante les fleurs qu'elle porte dans son châle.
Le tableau est exposé dans la Dulwich Picture Gallery, à Londres, au Royaume-Uni.